# Нобелијум
Нобелијум (No, лат. nobelium) синтетички је хемијски елемент из групе актиноида и атомским бројем 102. Име је добио по шведском хемичару Алфреду Нобелу, изумитељу динамита. То је радиоактивни метал, десети трансуранијски елемент и претпоследњи члан серије актиноида. Као и сви елементи са атомским бројем изнад 100, нобелијум се може добити само у убрзивачу честица путем бомбардовања лакших елемената наелектрисаним честицама. До данас је откривено дванаест изотопа овог елемента, међу којим је најстабилнији 259No са временом полураспада од 58 минута, мада се краткоживећи 255 (време полураспада 3,1 минуте) најчешће користи у хемији, јер се може добити у знатно већем обиму.
Ограничени хемијски експерименти су показали да се нобелијум понаша као тежи хомолог свог „комшије” у периодном систему, итербијума. Након открића нобелијума, предвиђено је да би он могао имати стабилно оксидационо стање +2, као и стање +3 које је карактеристично за друге актиноиде. Хемијске особине овог метала нису потпуно познате, осим у његовим воденим растворима. Касније су предвиђања потврђена, и доказано је да је стање +2 много стабилније од стања +3 у воденом раствору, те да је врло тешко „задржати” нобелијум у стању +3.
Током 1950-их и 1960-их, многе лабораторије су тврдиле да су откриле нобелијум, између осталих, у Шведској, Совјетском савезу и САД. Иако су шведски научници врло брзо повукли своје тврдње, приоритет за давање имена новом елементу као и част за откриће били су камен спотицања између америчких и совјетских научника, све док 1997. године IUPAC није дао предност совјетским научницима за откриће елемента, али је задржао назив нобелиум, предлог Швеђана, јер се тај назив најдуже и најчешће користио у науци и литератури.

## Историја
Откриће елемента 102 било је врло компликован процес, а групе научника из Шведске, САД и бившег Совјетског савеза тврдиле су да су први то учинили. Први, потпуни и неконтроверзни извештај о открићу овог елемента сачињен је 1966. године у Заједничком институту за нуклеарна истраживања (JINR) у граду Дубна, у тадашњем Совјетском савезу. Први наговештај о открићу елемента 102 дали су 1957. године физичари при Нобеловом институту у Шведској. Они су објавили да су мету сачињену од киријума бомбардовали јонима угљеника-13 током 25 сати у интервалима од по пола сата. У периоду између експеримената, вршена је јонско-измењивачка хемија на мети. Од 50 резултата бомбардовања, дванаест узорака садржало је извор зрачења који је емитовао алфа честице енергије 8,5 (± 0,1) MeV, а налазиле су се у капима које су елуиране раније од фермијума (атомски број Z = 100) и калифорнијума (Z = 98). Време полураспада тог извора било је 10 минута, те је сумњано на изотопе 251102 или 253102, мада није била искључена ни могућност да се ради о алфа честицама емитованим од претпостављеног, краткоживећег изотопа мендељевијума (Z = 101), насталог путем електронског захвата елемента 102. Шведски тим научника предложио је назив нобелијум (No) за нови елемент, што је IUPAC одмах прихватио и одобрио, али су совјетски научници из Дубне 1968. године сматрали да је то преурањено и непромишљено. Наредне године, научници при Националној лабораторији Ловренс у Берклију поновили су експеримент Швеђана, али нису успели да потврде опажања емисије зрачења од 8,5 MeV, те су претпоставили да се није радило о позадинским ефектима.
Шведски научници су 1959. покушали да објасне зашто тим из Берклија није успео да потврди елемент 102 претходне године, задржавајући своју тврдњу о открићу. Ипак, каснији радови су показали да не постоји нити један изотоп нобелијума лакши од 259No (у шведским експериментима нису добијени тешки изотопи) који има време полураспада дуже од 3 минуте, те да резултати шведског тима вероватно потичу од торијума-225, а који има време полураспада од око осам минута и врло брзо се распада троструким алфа распадом до полонијума-213, а који опет има енергију распада од 8,53612 MeV. Ова хипотеза добила је на тежини због чињенице да се торијум-225 врло лако може добити у реакцији коју су извели Швеђани те се он не би могао издвојити хемијским методама које су они користили. Каснији радови о нобелијуму показали су да је двовалентно стање стабилније од тровалентног и да узорци који емитују алфа честице не могу да садрже нобелијум, јер се двовалентни нобелијум не би могао елуирати са другим тровалентним актиноидима. Стога, шведски научници су касније повукли своју тврдњу о открићу и повезали своје резултате са позадинским ефектима.
Тим из Берклија, који су чинили Алберт Гиорсо, Глен Т. Сиборг, Џон Р. Волтон i Торбјерн Сикеланд, убрзо након тога су објавили да су 1958. синтетисали елемент 102. Они су користили нови линеарни убрзивач тешких јона (HILAC) при бомбардовању мете начињене од киријума (95% 244Cm и 5% 246Cm) помоћу јона 13 и 12. Експериментом нису успели да потврде активност од 8,5 MeV коју су објавили Швеђани, него су опазили распад изотопа фермијума-250, вероватно производ изотопа 254102 (настао од киријума-246), а који је имао време полураспада од око три секунде. Касније радови из Дубне објављени 1963. потврдили су да је 254102 могао бити произведен овом реакцијом, али да је право време полураспада заправо 50 ± 10 s. Године 1967, тим из Берклија покушао је да одбрани свој рад, наводећи да је изотоп који су открили заправо 250Fm а изотоп чије време полураспада су заправо измерили, је повезан са изотопом калифорнијума-244, другим производом након изотопа 252102, насталим из много распрострањенијег киријума-244. Разлика у енергијама била је приписана примењеној резолуцији и другим техничким проблемима, мада они нису раније објављени те су вероватно имали утицај и на друге резултате. Експерименти обављени 1977. показали су да је време полураспада изотопа 252102 заиста 2,3 секунде. Ипак, рад из 1973. такође је показао да је поновни настанак 250Fm се врло лако могао десити од изомерске транзиције  (време полураспада 1,8 s) који је такође могао настати у реакцији са наведеним нивоом енергије. Ако се ове чињенице сагледају у данашње време, у овом експерименту вероватно није произведен атом нобелијума.
Године 1959. амерички тим је наставио са својим проучавањима па је објавио да су успели да добију изотоп који се претежно распадао емисијом алфа честица са енергијом од 8,3 MeV, а чије је време полураспада износило три секунде и споредном 30%-ним спонтаном фисијом. Активност је првобитно повезана са изотопом 254No да би касније она била исправљена на 252. Ипак, запазили су да није у потпуности сигурно да је настао нобелијум због врло тешких околности. Тим из Берклија одлучио је да усвоји име за овај елемент „нобелијум” који су предложили шведски научници.
244
  96Cm + 12
  6C → 256
102No*
 → 252
102No + 4 1
0n
Истовремено у Дубни, изведени су експерименти током 1958. и 1960. у покушају да се такође синтетише елемент 102. У првом експерименту 1958. године бомбардиран је изотоп плутонијума-239 и -241 са јонима кисеоника-16. Запажен је алфа распад са енергијама незнатно изнад 8,5 MeV, а веровало се да потичу од изотопа 251,252,253102, иако је тим навео да се формирање изотопа не може са сигурношћу потврдити због постојања нечистоћа олова или бизмута (који засигурно не би могли дати нобелијум). Нови експерименти изведени исте године показали су да је могуће добити нове изотопе из нечистоћа живе, талијума, олова или бизмута, те су научници и даље задржали ранији закључак да је елемент 102 могао настати овом реакцијом, наводећи да је имао време полураспада испод 30 секунди и енергију распада од 8,8 ± 0,5 MeV. Каснији експерименти из 1960. године потврдили су да се радило о позадинским ефектима. У експериментима из 1967. године добијена је нижа енергија распада од 8,6 ± 0,4 MeV, али обе вредности су биле исувише високе да би одговарале онима од изотопа 253 или 254. Тим из Дубне касније је 1970. и 1987. године изјавио да су ови резултати били непотпуни и непоуздани.
Године 1961. научници у Берклију објавили су откриће елемента 103 путем реакције калифорнијума са јонима бора и угљеника. Они су тврдили су да су добили изотоп 257103, те су такође тврдили да су синтетисали изотоп елемента 102 који се распада алфа распадом, а који има време полураспада од 15 секунди са енергијом од 8,2 MeV. Те податке су повезали са 255102 без навођења додатних разлога за то. Вредности се нису подударале са оним које су биле познате за 255, мада су се подударале са вредностима које су данас познате за 257, те је врло вероватно да је овај изотоп био укључен у тај експеримент, ипак њихово откриће опет није било поуздано.
Рад на истраживању елемента 102 такође је настављен и у Дубни, те су 1964. изведени експерименти ради откривања „кћерки” изотопа који се распадају алфа распадом до изотопа елемента 102 чиме би се он синтетизирао реакцијом бомбардовања мете од уранијума-238 помоћу јона неона. Производи су „ухваћени” дуж сребрене фолије те хемијски пречишћени, а уочени су изотопи 250 и 252Fm. Принос изотопа 252Fm је интерпретиран као доказ је његов „родитељски” изотоп 256102 такође био синтетисан. Такође је наведено да је 252 могао настати директно овом реакцијом путем симултане емисије алфа честице са вишком неутрона, а спроведени су кораци да се осигура да 252Fm не би отишао директно на хватајућу фолију. Време полураспада за 256102 било је 8 секунди, што је много дуже од новијег податка добијеног 1967. године који износи 3,2 ± 0,2 s. Наредни експерименти изведени 1966. за добијање 254102, користећи реакције 243(15,4)254102 и 238(22)254102, добили су вредности полуживота од 50 ± 10 s. У то време разлике између ове вредности и ранијих показатеља из Берклија нису могле бити објашњене, мада су каснији радови доказали да је формирање изомера 250mFm било готово немогуће у експериментима из Дубне за разлику од оних у Берклију. Из данашње перспективе, резултати из Дубне у вези 254102 су вероватно били тачни те се данас може недвосмислено сматрати да је тада коначно и откривен елемент 102.
Један експеримент спроведен у Дубни 1966. пружио је још више доказа, опет користећи исте реакције из претходних покушаја, чиме је доказано да изотоп 254102 заиста има много дуже време полураспада од три секунде како су наводили Американци. Каснији рад из 1967. проведен у Берклију те 1971. из Националне лабораторије Оук Риџ у потпуности су потврдили откриће елемента 102 те објаснили ранија опажања. У децембру 1966, група из Берклија поновила је експерименте руских научника те их у потпуности потврдила, а те податке су искористили да напокон исправно придруже експерименталне податке правим изотопима које су раније синтетисали, а до тада их нису успели да идентификују, као и тврдње о открићу нобелијума 1958. и 1961. године.
238
  92U + 22
10N → 260
102No*
 → 254
102No + 6 1
0n
Године 1969, научници у Дубни су извели хемијске експерименте у вези елемента 102 и закључили да се он понаша као тежи хомолог итербијума. Руски научници предложили су јолиотијум (Jo) као име за нови елемент, у част научнице Ирене Жолио-Кири, која је умрла у то време, што је довело до контроверзе око именовања новооткривених хемијских елемената, познате под називом трансфермијски ратови, која није разрешена ни након неколико деценија, јер су обе група научника предлагале своја имена за нове елементе.
Године 1992, IUPAC-IUPAP трансфермијска радна група (TWG) поновно је разматрала све извештаје о открићу нобелијума те закључила да је само радовима из Дубне из 1966. правилно и тачно откривен и повезан нуклеарни распад језгра са атомским бројем 102. Према том закључку, тиму из Дубне званично је призната част за откривање овог елемента мада је могуће да је он такође опажен и у Беркелију 1959. године. Ову одлуку радне групе наредне године су критиковали научници из Берклија, тражећи да се поновно преиспитају случајеви открића за елементе од 101 до 103 као „узалудно трошење времена”, док су се руски научници у Дубни сложили са одлукама IUPAC-а.
IUPAC је 1994. године ратификовао имена елемената од 101 до 109, као део покушаја решавања контроверзе око имена елемената. За елемент 102, они су одобрили име нобелијум (No) на основу тога да је оно постало уврежено и уобичајено у литератури и научним круговима током 30 година од његовог открића а такође и чињенице да су се достигнућа Алфреда Нобела требала овековечити на овај начин. Због негодовања 1994. године око имена, углавном због непоштовања одабира имена проналазача, започео је период давања коментара а наредне 1995. године IUPAC је коначно елементу 102 одредио назив флеровијум (Fl) као део новог договора, према имену научника Георгију Флјорову или називу лабораторије с његовим именом. Међутим, овај предлог опет није прихваћен, те је две године касније, 1997. поновно враћен назив „нобелијум”. Данас, назив „флеровијум” са истим симболом, означава елемент 114.